# ジョスリン・パーシー (第11代ノーサンバランド伯)
第11代ノーサンバランド伯ジョスリン・パーシー（Josceline Percy, 11th Earl of Northumberland, 1644年7月4日 - 1670年5月31日）は、イングランドの貴族。第10代ノーサンバランド伯アルジャーノン・パーシーと第2代サフォーク伯セオフィラス・ハワードの娘エリザベスの子。

## 生涯
1668年に父が亡くなると爵位を継承したが、わずか2年後の1670年、妻と共にイタリアのトリノ滞在中に熱病にかかり25歳の若さで死亡。1669年に息子ヘンリーに先立たれていたため爵位とパーシー家男系は断絶した。イングランド王チャールズ2世は空位となったノーサンバランド伯位を狙い、1674年に自分の庶子ジョージ・フィッツロイに与えた。更に1683年にはノーサンバランド公に昇叙させたが、1716年にジョージが子供の無いまま死亡したため爵位は消滅した。
一方、ジョスリン亡き後は一人娘エリザベスが残されたが、広大な遺領を狙う貴族たちに3回政略結婚させられ、最終的にエリザベスの3度目の結婚相手である第6代サマセット公チャールズ・シーモアがパーシー家の遺領を獲得した。しかし1750年にエリザベスとサマセット公の息子の第7代サマセット公アルジャーノン・シーモアが死亡してシーモア家も男系が断絶すると、彼の娘エリザベスと結婚したヒュー・スミソンがパーシー家に復姓してノーサンバランド伯位とパーシー家は復活、ヒューの代で公爵に昇格してノーサンバランド公家として現在も続いている。

## 子女
1662年にサウサンプトン伯爵トマス・リズリーの娘エリザベスと結婚、1男1女を儲けた。
- エリザベス（1667年 - 1722年） - 1679年にオグル伯ヘンリー・キャヴェンディッシュと結婚したが1680年に死別、1681年にトマス・シンと再婚したが1682年に暗殺。同年に第6代サマセット公チャールズ・シーモアと再々婚。
- ヘンリー（1668年 - 1669年）